# 黄原胶
黃原膠（英語：Xanthan gum，音译作三仙膠），俗稱玉米糖膠、漢生膠、山羊膠，是一種糖類（葡萄糖、蔗糖、乳糖），經由野油菜黃單孢菌發酵產生的複合多醣體。在美國，它通常是經由玉米澱粉所製造。
黄原胶是一种由假黄单胞菌属发酵产生的单孢多糖，由甘蓝黑腐病野油菜黄单胞菌以碳水化合物为主要原料，经好氧发酵生物工程技术，切断1，6-糖苷键，打开支链后，再按1，4-键合成直链组成的一种酸性胞外杂多糖。1952年由美国农业部伊利诺斯州皮奥里尔北部研究所分离得到的甘蓝黑腐病黄单胞菌，并使甘蓝提取物转化为水溶性酸性胞外杂多糖而得到的。

## 用途
食品加工
用於食品加工時的增稠劑、乳化安定劑。
水產養殖
用於飼料的粘合劑。
塗料
用於水溶性塗料、乳膠漆、具有良好的穩定性、易於噴塗。
鑽井工程
懸浮穩定劑。

## 健康
過敏原
黄原胶可能是各種來源的產品，例如玉米、小麥（麩質）、牛奶或豆漿。如果人們原先對於這些食物有過敏反應的話，那對於做為其產品的黄原胶，也會產生過敏反應。
高效瀉藥
根據人體實驗，每天15g連續10天服用，腸道會出現腹脹症狀與腹瀉反應。